# Scopello
Scopello är en ort och kommun i provinsen Vercelli i regionen Piemonte, Italien. Kommunen hade 362 invånare (2018).